# Rahomaunu Island
Rahomaunu Island ist eine kleine Insel in der Region Northland im Norden der Nordinsel von Neuseeland.

## Geographie
Rahomaunu Island befindet sich an der Ostküste der Region Northland rund 3,3 km östlich von Ngunguru und rund 23 km nordöstlich von Whangārei. Die bis zu 45 m hohe Insel besitzt eine Länge von rund 280 m in Ost-West-Richtung und eine maximale Breite von rund 175 m in Nord-Süd-Richtung. Einschließlich der vorgelagerten Felsen umfasst die Insel eine Fläche von rund 3,2 Hektar.
Die Insel ist teilweise bewaldet.